# Art Naif Festiwal
Art Naif Festiwal – festiwal promujący światową sztukę naiwną, organizowany w Galerii Szyb Wilson w Katowicach przez Fundację Eko-Art Silesia prowadzoną przez Monikę Pacę-Bros.

## O Festiwalu
Art Naif Festiwal po raz pierwszy zorganizowano w 2008 roku na granicy trzech katowickich dzielnic, Janowa, Szopienic i Nikiszowca, pod nazwą  Nikisz-for. Do głównych założeń Festiwalu należało przełamanie stereotypowego spojrzenia na przemysłowy charakter regionu i zwrócenie uwagi na atrakcyjność tego terenu.
Art Naif Festiwal (jak i wcześniej Nikisz-for) uznawany jest przez większość artystów co roku dołączających do licznego grona jego uczestników za najważniejsze wydarzenie promujące sztukę naiwną w Europie. Sztuka ta ma w Katowicach głębokie korzenie za sprawą Grupy Janowskiej, która powstała w latach 30. XX wieku pod przewodnictwem zainspirowanego okultyzmem Teofila Ociepki. Grupa początkowo złożona była z czterech malarzy-amatorów, górników pracujących w ówczesnej kopalni Giesche. Malarze ci tworzyli barwne, mistyczne przedstawienia czerpiąc z mitologii oraz klasycznych motywów malarskich, osadzając często surrealistyczne sceny w krajobrazie Górnego Śląska. Specyfikę tej grupy, ich swoiste posłannictwo, przedstawił Lech Majewski w filmie „Angelus”.
Na terenie dawnej kopalni Giesche, w Galerii Szyb Wilson, nadal kultywuje się tę tradycję przez organizowany od 2008 roku Art Naif Festiwal, podczas którego wystawiane są dzieła twórców naiwnych z całego świata.
Uwzgłedniając przywiązanie artystów naiwnych do lokalnych krajobrazów, co roku wybierane jest inne państwo, którego sztuka dominuje podczas Art Naif Festiwal.
Każdego roku, publiczność odwiedzająca Art Naif Festiwal ma możliwość głosowania na artystę, którego dzieła najbardziej jej się spodobały. Głosy zbierane są przez cały czas trwania festiwalu. Zwycięzcy nagrody publiczności w kategorii malarstwa i rzeźby ogłaszani są na finisażu.
Zwyczajowo artysta, który zwycięży w kategorii malarstwa, tworzy obraz promujący kolejną edycję festiwalu i znajdujący się na plakatach, ulotkach, zaproszeniach. Praca taka łączy indywidualny styl artysty, elementy charakterystyczne dla jego malarstwa, często krajobrazy kraju, z którego pochodzi, z charakterystyczną architekturą katowickiej dzielnicy Nikiszowiec.
Kolejną tradycją Art Naif Festiwalu jest przyznawanie „Wilsonów”, nagród dla osób wspierających działanie Galerii Szyb Wilson i Fundacji Eko-Art Silesia. Pierwsze rozdanie nagród miało miejsce w 2010 roku podczas trzeciej edycji festiwalu.
Festiwal organizowany w Galerii Szyb Wilson co roku gości ponad 200 artystów z około 35 państw. Zapraszani są najznamienitsi przedstawiciele tej sztuki na świecie, tworzący w indywidualny, niepowtarzalny sposób.

## Wydarzenia towarzyszące
Wernisaż i finisaż – obok obrazów i rzeźb prezentowanych na wystawie w Galerii Szyb Wilson festiwalowi towarzyszy wiele innych wydarzeń i atrakcji. Co roku zarówno otwarcie, jak i zamknięcie uświetnione jest koncertem muzyki głównego kraju zaproszonego do festiwalu, degustacją potraw jego kuchni. Jest to okazja, by spotkać twórców sztuki naiwnej z całego świata.
ArtJarmark – organizowany mniej więcej w połowie Art Naif Festiwalu na rynku w Nikiszowcu. Wydarzenie to zawiera w sobie przede wszystkim plener artystyczny lokalnych twórców oraz targi rzemiosła artystycznego. Podczas ArtJarmarku odbywa się wiele koncertów, zabaw, konkursów. Aktywizuje się w ten sposób cała dzielnica Nikiszowiec. Do udziału w tym wydarzeniu zapraszane są lokalne stowarzyszenia oraz pobliskie kawiarnie i sprzedawcy.
AfryKamera – Festiwal Filmów Afrykańskich prezentujący najważniejsze zjawiska kulturowe i kinematograficzne w Afryce. Organizowany jest od 2006 roku w Warszawie, ale projekcje filmowe odbywają się w wielu miastach w Polsce, w tym w Katowicach w ramach Art Naif Festiwalu.

## Historia Festiwalu

### I edycja – pod nazwą IMiędzynarodowy Festiwal Sztuki Naiwnej NIKISZ-FOR27.06-31.07.2008 r.
Festiwal był promowany przez obraz Erwina Sówki „Św. Barbara wychodzi za mąż”. Na festiwalu zaprezentowali swe prace artyści z 28 krajów świata. Podczas festiwalu odbyły się koncerty, występy artystyczne, konkursy dla dzieci i młodzieży, „Jarmark Sztuki” w połączeniu z odpustem w parafii św. Anny, zaprezentowano też filmy kina francuskiego i cykl „Letnie Kino Naiwne”, a w nim m.in. pokaz filmu: „Mój Nikifor”. Wystawie prac towarzyszyły również imprezy związane z obchodami 100-lecia powstania Nikiszowca takie jak: 1. Światowy Zjazd Nikiszowian, czy wystawa w Muzeum Historii Katowic: „Nikiszowiec 1908-2008. Z dziejów osiedla i parafii”. W galerii przy ul. Oswobodzenia 1 w Janowie-Nikiszowcu można było oglądać obrazy twórców z tzw. Grupy Janowskiej, która przed laty rozpoczęła swoją działalność skupiona w przyzakładowej świetlicy kopalni Wieczorek. Były to m.in. obrazy: Teofila Ociepki, Ewalda Gawlika, Erwina Sówki i wielu innych artystów z kraju i zagranicy.

### II edycja – pod nazwą IIMiędzynarodowy Festiwal Sztuki Naiwnej NIKISZ-FOR26.06-10.08.2009 r.
Festiwal promowany był przez obraz „Nikisz” Rogera Djiguemde z Senegalu, zwycięzcy nagrody publiczności z 2008 roku. Edycja poświęcona była sztuce krajów afrykańskich. Towarzyszył jej przegląd filmów afrykańskich AfryKamera. Na rynku w Nikiszowcu zorganizowano Jarmark Sztuki z udziałem polskich artystów nieprofesjonalnych.

### III edycja – po raz pierwszy pod nazwą Art Naif Festiwal, III Międzynarodowy Festiwal Sztuki Naiwnej w Polsce 25.06-31.08.2010.

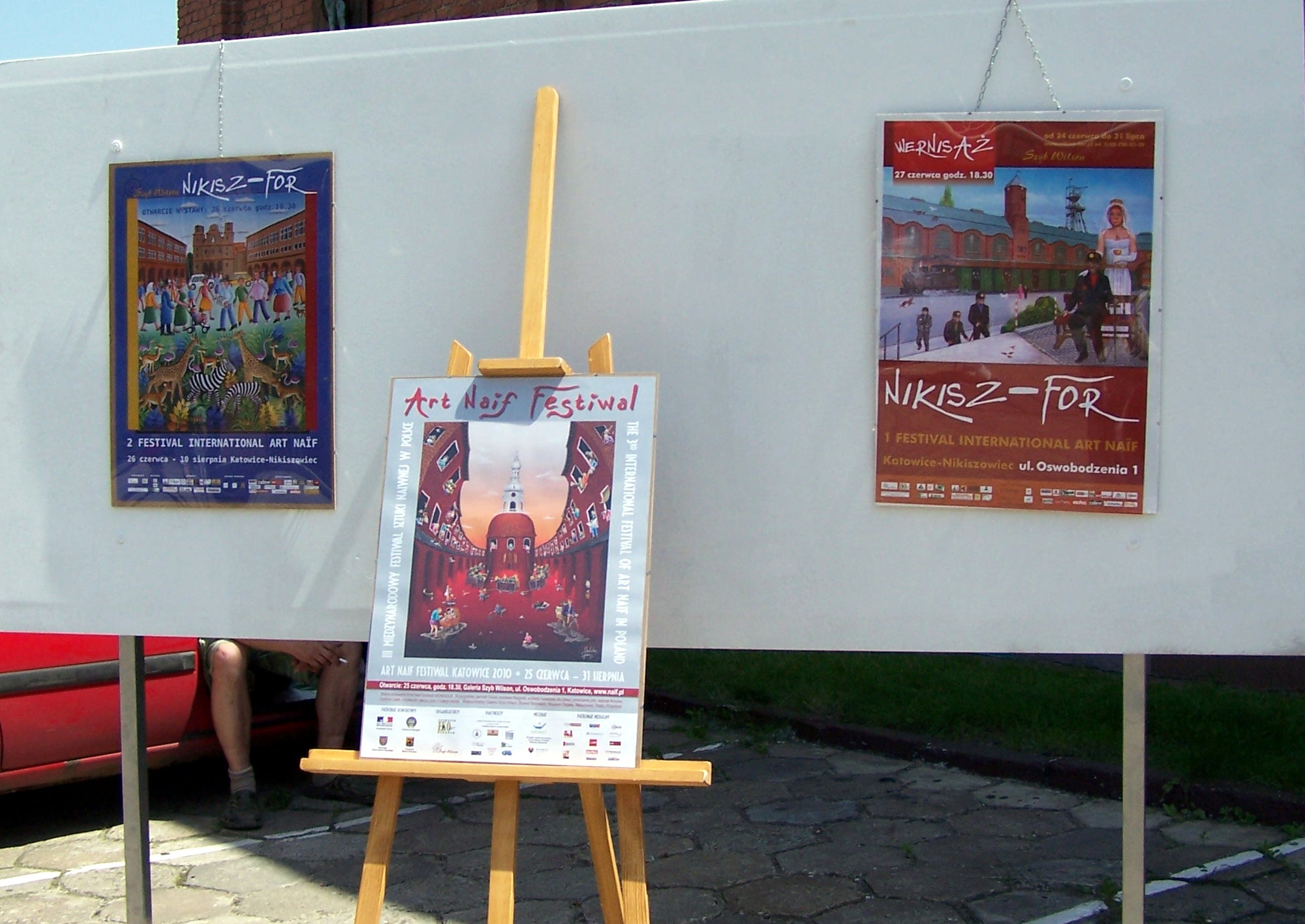
Plakat reklamujący Art Naif Festiwal (2010)

Festiwal promowany był przez obraz „Sprzeniewierzenie górnika” Jeana Delêtre’a z Francji. Edycja poświęcona sztuce mongolskiej. Wiele atrakcji festiwalu inspirowanych było kulturą tego kraju, jak kilkudniowa degustacja tamtejszej kuchni, wystawa fotografii, wykłady. Przegląd filmowy AfryKamera, ArtJarmark. Podczas finisażu festiwalu miało miejsce wyjątkowe wydarzenie – obchody 75. urodzin Erwina Sówki.

### IV Art Naif Festiwal, Międzynarodowy Festiwal Sztuki Naiwnej w Polsce, 17.06-19.08.2011 r.
Festiwal promowany był przez obraz „Nikiszowiec” Sylvie Marcel z Francji. Edycja poświęcona sztuce i kulturze kubańskiej. Wydarzenia związane z krajem przewodnim – warsztaty salsy, wystawa fotografii „Motoryzacja na Kubie”, Letnie Kino Trzech Kontynentów – filmy kubańskie. Edycji jak co roku towarzyszył przegląd filmów afrykańskich AfryKamera, ArtJarmark.

### V Art Naif Festiwal, Międzynarodowy Festiwal Sztuki Naiwnej w Polsce, 15.06-17.08.2012 r.
Obraz, który promował edycję, to „Nikiszowiec” Stephena Lewisa z Tanzanii. Krajem zaproszonym do piątej edycji był Izrael. Wydarzenia towarzyszące: wystawa fotografii izraelskiej – Galeria Altus, wystawa „Miejsca, których już nie ma” – Muzeum Śląskie, Letnie Kino Trzech Kontynentów, AfryKamera, ArtJarmark.

### VI Art Naif Festiwal, Międzynarodowy Festiwal Sztuki Naiwnej w Polsce, 14.06-14.08.2013 r.

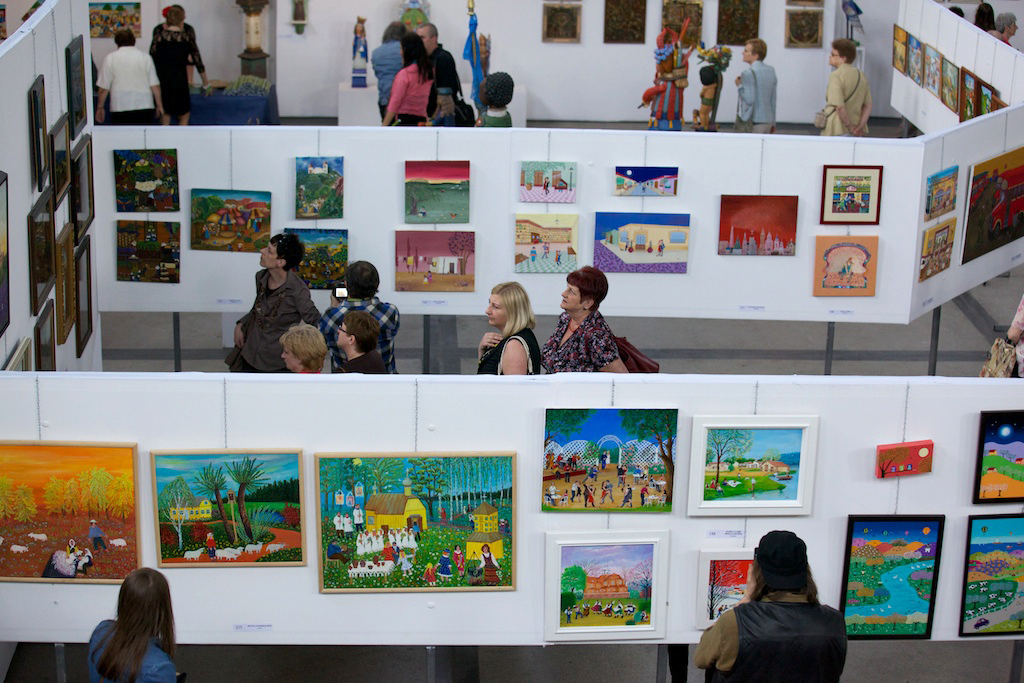
Otwarcie szóstej edycji Art Naif Festiwalu w Galerii Szyb Wilson

Obrazem promującym był „Kościół św. Anny” Semy Çulam, artystki z Turcji. Krajem zaproszonym była Argentyna. Podczas festiwalu można było zobaczyć prace ponad 40 artystów z tego kraju. Szóstej edycji towarzyszyły liczne wydarzenia związane z kulturą argentyńską: pokazy i warsztaty tanga, pokazy filmowe, koncerty muzyki argentyńskiej. Jak co roku publiczność mogła wziąć udział w ArtJarmarku oraz przeglądzie filmów afrykańskich AfryKamera, który został w tym roku znacznie rozbudowany. W sobotę 6 lipca miała miejsce prelekcja o afrykańskiej sztuce miejskiej oraz warsztaty robienia afrykańskich szyldów fryzjerskich. Tego samego dnia miała miejsce polska premiera filmu „Africa. The Beat”, na której gościł jeden z twórców filmu – Polo Vallejo.
W tym roku na większą niż w poprzednich latach skalę nawiązano współpracę z muzeami. Od 7 czerwca do 7 lipca można było podziwiać zbiory sztuki naiwnej z kolekcji Muzeum Miejskiego im. Maksymiliana Chroboka w Rudzie Śląskiej. W Muzeum Śląskim zorganizowano wystawę „W pracowni mistrza Ewalda” prezentującą dorobek jednego z najwybitniejszych śląskich twórców nieprofesjonalnych – Ewalda Gawlika.

### VII Art Naif Festiwal, Międzynarodowy Festiwal Sztuki Naiwnej w Polsce, 13.06-14.08.2014 r.
Obraz promujący edycję to „Nikiszowiec” autorstwa Henriego Nabole’a z Burkina Faso. Tematem specjalnym były Bałkany. Festiwalowi towarzyszyły liczne wydarzenia związane z kulturą krajów bałkańskich: warsztaty plastyczne dla dzieci, warsztaty tańca bałkańskiego, pokazy filmowe. Tradycyjnie uczestnicy mogli również odwiedzić ArtJarmark oraz przegląd filmów afrykańskich AfryKamera. Zorganizowane również zostały liczne wystawy towarzyszące (np. „Ludziki Lucika. Malarstwo Władysława Lucińskiego” w Muzeum Śląskim).

### VIII Art Naif Festiwal, Międzynarodowy Festiwal Sztuki Naiwnej w Polsce, 12.06-14.08.2015 r.
Obraz promujący ósmą edycję „Ole Zmruż Oczko z ekipą w Nikiszowcu” namalowała Iwona Lifches z Danii. Głównym tematem tej edycji była Skandynawia. Jak co roku festiwalowi towarzyszył ArtJarmark i przegląd filmów afrykańskich AfryKamera. Uczestnicy mogli wziąć udział również, między innymi, w letnim kinie, warsztatach kuchni fińskiej i konkursie fotograficznym „Barwy Skandynawii”. Na najmłodszych czekały warsztaty plastyczne czy promocja książki „Winston knows”.

### IX Art Naif Festiwal, Międzynarodowy Festiwal Sztuki Naiwnej w Polsce, 10.06-19.08.2016 r.
Gość specjalny: Hiszpania

## O sztuce naiwnej
Sztukę naiwną często klasyfikuje się w jednej „szufladce” m.in. ze sztuką ludową i nieprofesjonalną. O ile pojęcie sztuki ludowej nie wymaga dookreślania, tak niezwykle ważne jest rozróżnienie pomiędzy dwoma pozostałymi. Miano twórcy naiwnego niekoniecznie sytuuje go w kręgu artystów niekształconych. Sztuka nieprofesjonalna jasno wskazuje na brak wykształcenia artystycznego osób ją uprawiających, natomiast przez sztukę naiwną rozumie się raczej pewną stylistyczną tendencję. To swoista, indywidualna dla każdego artysty wizja świata przedstawiana w sposób łączący spojrzenie, które z pewną dozą ostrożności nazwać można dziecięcym, z warsztatem i pietyzmem dojrzałego artysty. Wspólnym mianownikiem prac artystów naiwnych, niezależnie od regionu czy kraju, z którego pochodzą, są najczęściej czyste, żywe kolory, płasko założona plama, wyraźny kontur. Artyści naiwni nie respektują również zasad perspektywy linearnej i powietrznej, co nadaje ich pracom specyficzny walor dekoracyjny.
Malarze ci tworzą poza wszelkimi nurtami w sztuce, to twórczość wolna od wszelkich konwencji. Ukształtowany pod wpływem Celnika Rousseau styl, nadal dominuje w ich pracach. Tworząc niejako poza czasem, poza aktualnymi nurtami, przedstawiają jednocześnie naiwni w swych obrazach krajobraz współczesny. Sceneria, wydarzenia, ludzie – wszystko związane jest z „małą ojczyzną”, w której żyją. Jeśli artysta szuka inspiracji w mitologiach, scenach klasycznych, zazwyczaj umieszcza je na tle krajobrazu, charakterystycznego dla miejsca, w którym mieszka. Bo właśnie silny regionalizm, związek z najbliższym otoczeniem, to kolejna ważna cecha sztuki naiwnej.